# Couvent des Cordeliers (Paris)
Das Couvent des Cordeliers oder Couvent des frères mineurs (Kloster der Minderen Brüder) war ein im Jahr 1230 in Paris gegründetes Kloster, dessen römisch-katholische Ordensgemeinschaft (ordo fratrum minorum) sich an der von Franziskus von Assisi verfassten Ordensregel orientierte. (für die Ordensregel siehe: Franziskanische Orden)
Die in grobes graues Tuch gewandeten Brüder dieses Bettelordens wurden nach der Kordel, mit der sie ihre weite Kutte zusammenschnürten, die Cordeliers (Kordelträger) genannt, woher sich der Name des Klosters ableitete, das sich auf dem Gelände der heutigen École de Médecine im 6. Arrondissement befand. Nach der Farbe ihres Gewandes wurden sie auch als frères gris oder graue Brüder bezeichnet.
Das erhaltene gotische Refektorium des Klosters aus dem 14. Jahrhundert ist seit 1975 als Monument historique klassifiziert.

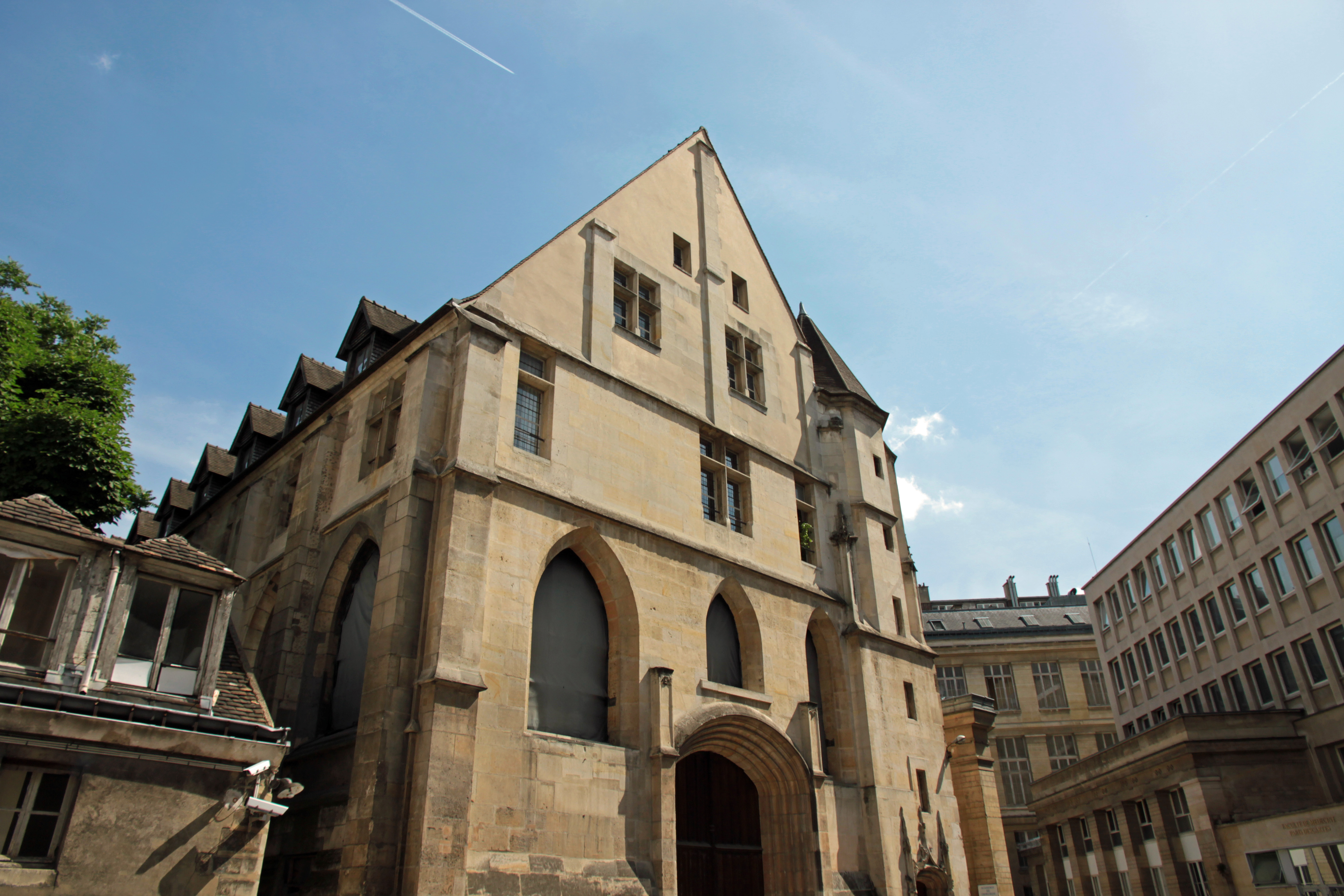
Das gotische Refektorium

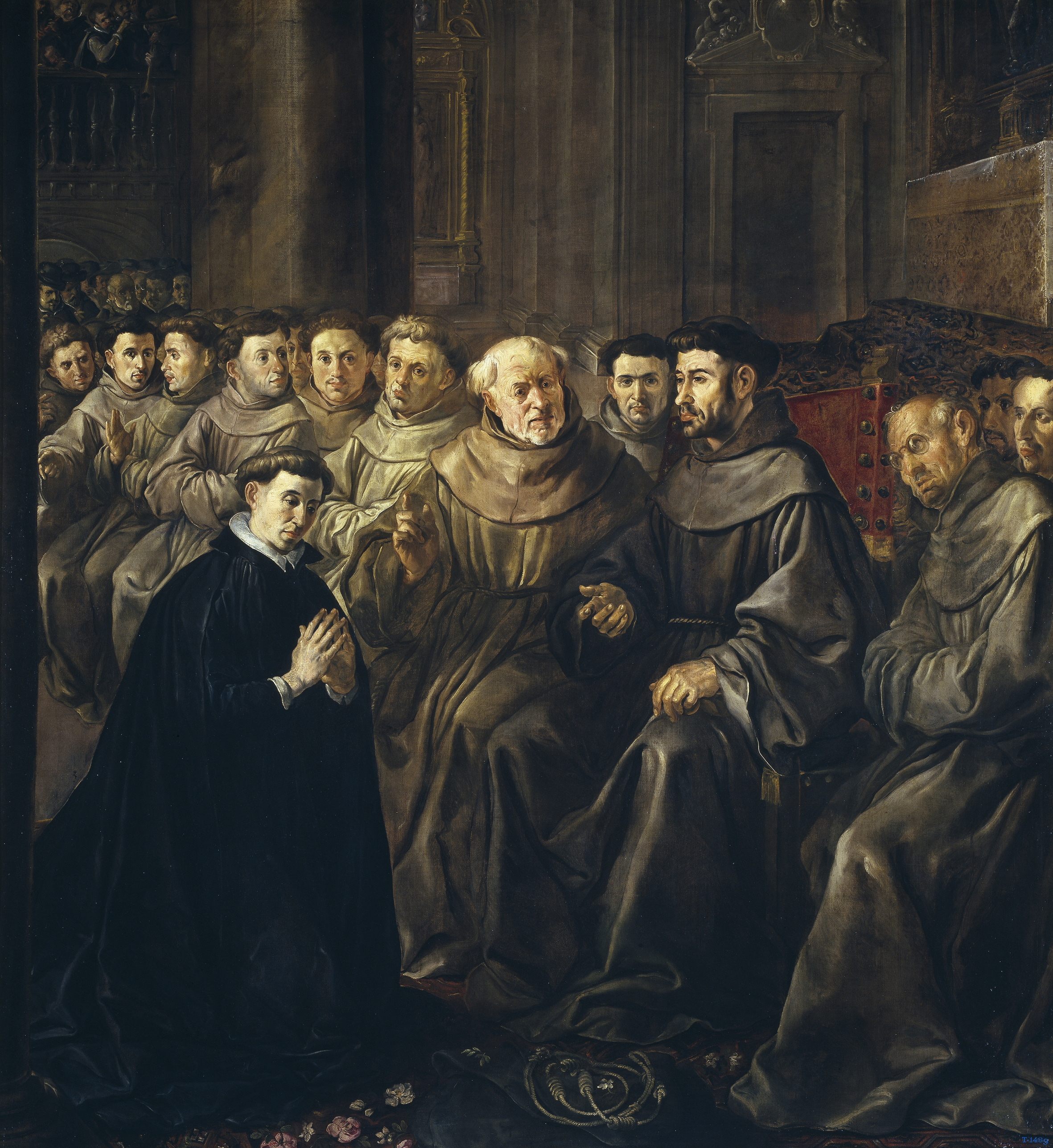
Francisco de Herrera der Ältere:
Der heilige Bonaventura tritt dem Orden der Minderen Brüder bei (1628)

## Lage
Das Kloster entstand außerhalb der 1195 von König Philipp-August errichteten Stadtmauer auf einem Grundstück der in den Feldern vor den Toren der Stadt gelegenen Abtei Saint-Germain-des-Prés, das der Abt Eudes den Minderen Brüdern überlassen hatte. Es war im Westen von einem südwärts führenden Weg (heute rue Monsieur le Prince) begrenzt und im Nordwesten durch den Vorplatz der Klosterkirche. Durch diesen führte später eine Straße, die nach der Reform des Ordens (1502) den Namen rue de l’Observance (heute rue Antoine Dubois) erhielt. Die nordöstliche Grenze bildete ein früherer Feldweg, die spätere rue des Cordeliers (heute rue de l’École de Médecine), wo der Klostereingang lag. Diese Straße verband das Stadttor Porte Saint-Germain (heute N° 87 Boulevard Saint-Germain) mit der rue de la Harpe (heute Boulevard Saint-Michel), bis zu welcher sich der Klosterbezirk erstreckte.

## Gebäude

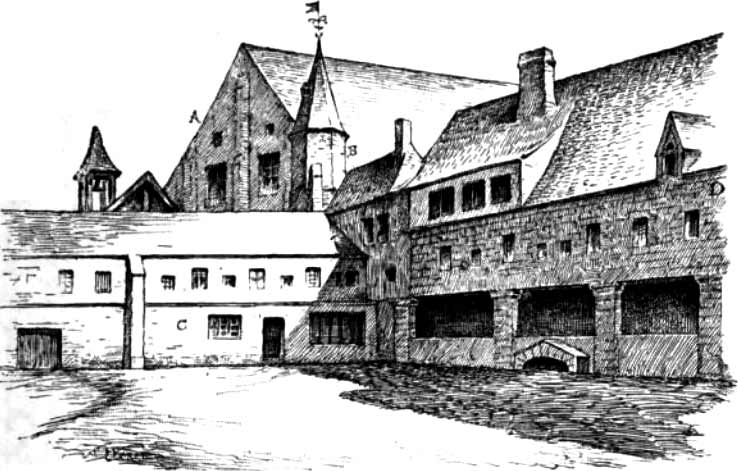
Teilansicht der Klosteranlage im Jahr 1793

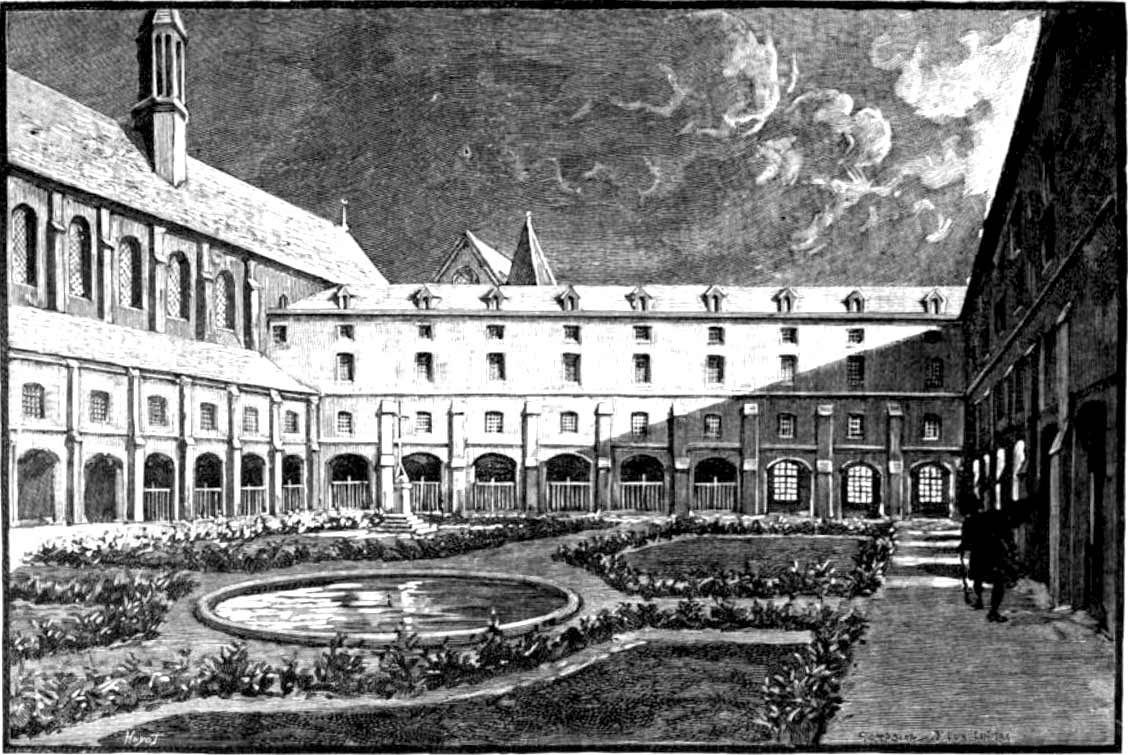
Der Klosterkreuzgang im Jahr 1793

Vom Kloster ist einzig das spätgotische Gebäude aus dem Ende des 15. Jahrhunderts erhalten, das im Erdgeschoss den Speisesaal und darüber den Schlafsaal der Mönche beherbergte. Es ist – abgesehen von andernorts erhaltenen Klosterkirchen – eines der seltenen Zeugnisse mittelalterlicher Klosterarchitektur in Paris. Das Gebäude beherbergt seit 1835 das der Anatomie gewidmete Musée Dupuytren.
Der ursprüngliche Klosterkreuzgang bestand bis zum Jahr 1877. Er wurde anlässlich der Errichtung eines Krankenhauses in Anbetracht seines schlechten Zustandes abgetragen und unter Verwendung der alten Substanz originalgetreu wieder aufgerichtet.
Nach dem Klosterplan von 1774 erhob sich zwischen dem Kreuzgang und der rue des Cordeliers die mächtige dreischiffige, sechzehnjochige und nach Südosten ausgerichtete Klosterkirche hinter deren Apsis sich das Refektorium erstreckte. Etwas weiter östlich stand die Theologieschule, an welche sich mindestens zwei mit ihren Giebeln zur rue de la Harpe gekehrte Häuser anschlossen, die von dort auch zugänglich waren. Eines dieser Häuser hatte 1620 die bereits 1604 von Heinrich IV. in den großen Saal des Kreuzganges überführte königliche Bibliothek aufgenommen. An der rue de la Harpe grenzte der Klosterbezirk im Norden an die Kirche Saint-Côme-et-Saint-Damien, im Süden an das Collège de Justice. Den übrigen südlichen Bereich nahm der weitläufige Klostergarten mit dem Infirmarium ein.

## Geschichte
Die ersten Minderen Brüder des Heiligen Franziskus ließen sich zwischen 1217 und 1219 in Saint-Denis im Norden von Paris nieder, von wo sie auf den Montagne Sainte-Geneviève zogen. Dort hatten einige Jahre zuvor bereits die Dominikaner an der Poterne Saint-Jacques das sogenannte Jakobinerkloster gegründet. Während die Dominikaner innerhalb der Stadtmauer von Philippe Auguste angesiedelt waren, planten die grauen Brüder ab 1223 auf einem jenseits der Poterne in Vauvert gelegenen Gelände den Bau eines Hauses, das noch vor seiner Vollendung einstürzte. Daraufhin überließ Abt Eudes von Saint-Germain-des-Prés weiter westlich das oben beschriebene Grundstück.
Vermutlich im Jahr 1236 trat Alexander von Hales in das Couvent des Cordeliers ein, verlegte seinen theologischen Lehrstuhl in den Klosterkreuzgang und gründete dort die ältere Franziskanerschule. Ihm folgte Bonaventura von Bagnoregio. Nicht zuletzt durch seine Lehrer kam das Kloster zu hohem Ansehen und großzügiger Gönnerschaft. So stiftete beispielsweise Johanna von Evreux, die Gemahlin von König Karl IV. den Brüdern im Jahr 1341 eine Kapelle und ein Infirmarium und ließ Karl V., der in Abwesenheit seines Vaters als Dauphin 1356 und 1357 die Generalstände in dem großen Saal des Kreuzganges einberufen hatte, ihnen mehrere Gebäude errichten. Auch Anna von Bretagne unterstützte das Kloster. Im 17. Jahrhundert verlegte Ludwig XIV. den Sitz und Tagungsort des Ritterordens Ordre de Saint-Michel aus der Sainte-Chapelle in Vincennes in das Couvent des Cordeliers.
Nach dem Ausbruch der Revolution wurde das Kloster im Jahre 1790 geschlossen. Seine Kirche und ein Teil der Klostergebäude dienten daraufhin vorübergehend dem von Camille Desmoulins gegründeten Klub als Versammlungsstätte, der aus diesem Grunde als Club des Cordeliers bezeichnet wurde. Ab 1795 beherbergte die Klosteranlage ein Krankenhaus, bevor sie im 1. Kaiserreich 1802 bis auf den Kreuzgang, das Refektorium und das Dormitorium abgerissen wurde, um dem Bau der Praktischen Schule der Medizinfakultät (École Pratique de la Faculté de Médecine) und eines neuen Krankenhauses mit 140 Betten Platz zu schaffen, das von den Barmherzigen Brüdern betreut wurde, die bereits das nahegelegene Hôpital de la Charité leiteten. Beide Bauten wurden zwischen 1877 und 1900 vollständig erneuert.
Heute sind die Franziskaner in Paris in der Gemeinschaft des Couvent Saint-François de Paris in der rue Marie Rose (N° 7) im 14. Arrondissement zusammengeschlossen, in der etwa zwanzig Brüder leben.
Der Kreuzgang gehört heute der Universität Sorbonne und beherbergt Forschungslabors sowie einige Verwaltungsdienste für das Doktoratsstudium und Dienste für Präventivmedizin.

## Klosterbrüder und Lehrer
- Alexander von Hales (um 1185–1245), Begründer der ersten Franziskanerschule
- Bonaventura von Bagnoregio (1221–1274), italienischer Theologe der Scholastik, späterer Generalminister der Franziskaner (1257–1274)
- Johannes Duns Scotus (um 1266–1308), schottischer Theologe und Philosoph der Scholastik
- Jacques Du Bosc (17. Jh.), Prediger des Königs (prédicateur du roi), Gegner der Jansenisten
- Jean-François Burté (1740–1792), Märtyrer der Revolution

## Im Kloster bestattete Personen

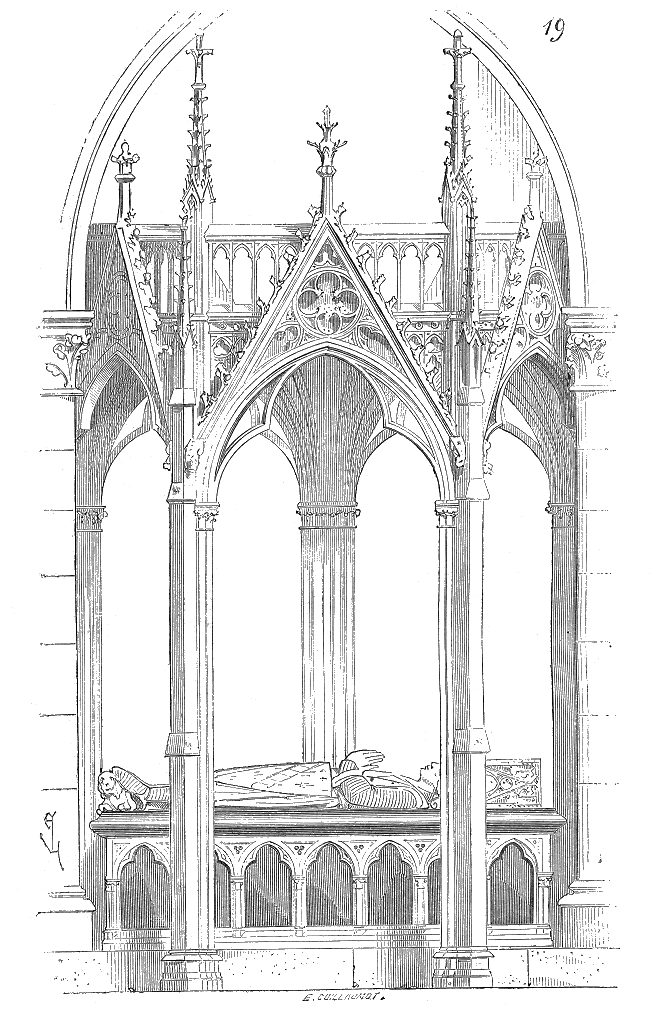
Grabmal des Karl von Evreux († 1336)

- 1245: Alexander von Hales (um 1185–1245), Begründer der ersten Franziskanerschule, siehe oben
- 1284: Pierre oder Peter I. (1251–1283), Graf von Alençon (1269), Graf von Blois (1279) und Chartres, Herr von Avesnes, Guise etc., Sohn des Königs Ludwig IX.
- 1305: Johanna I. von Navarra[7] (1273–1305) Gräfin von Champagne (1274–1305) und Königin von Navarra aus eigenem Recht, Gemahlin Philipps IV. des Schönen, Königin von Frankreich von 1285 bis 1305.
- 1371: Herzbestattung der Johanna von Evreux (1310–1371), Tochter des unten genannten Ludwig von Frankreich, Graf von Evreux und Witwe des Königs Karl IV.; ihre Eingeweide wurden in der Abtei von Maubuisson beigesetzt, die Gebeine in Saint-Denis, wo Johannas Grabfigur erhalten ist.[8]
- 1321: Maria von Brabant[9] (wohl 1256–1321), zweite Gemahlin Philipps III., Königin von Frankreich (1275–1321)
- 1322: Herzbestattung Philipps V.[10] (1293–1322), König von Frankreich und Navarra; seine Gebeine wurden in der königlichen Grablege in Saint-Denis beigesetzt
- 1328: Louis oder Ludwig von Valois (1318–1328), Graf von Chartres, Sohn von Karl I. von Valois und seiner Ehefrau Mathilde von Châtillon
- 1328: Louis oder Ludwig von Frankreich (*/† 1328), Sohn König Philipps VI. und seiner Gemahlin Johanna von Burgund
- 1329: Herzbestattung der Mahaut oder Mathilde von Artois (um 1270–1329), ihre Gebeine wurden in der Abtei von Maubuisson beigesetzt
- 1330: Louis oder Ludwig von Frankreich (*/† 1330), Sohn König Philipps VI. und seiner Gemahlin Johanna von Burgund
- 1336: Charles oder Karl von Évreux (1305–1336), Graf von Étampes, Sohn von Ludwig von Frankreich, Graf von Évreux; Neffe des Königs Philipp IV. von Frankreich
- 1390: Jean-Yves de Beaupoil de Saint-Aulaire (1329–1390), Seigneur du Haut et Bas Néomalet, Waffenbruder des Bertrand du Guesclin
- 1793: Jean-Paul Marat, Verleger, Journalist und Jakobiner, unter den Bäumen des Kreuzgangs beigesetzt, 1794 exhumiert und im Panthéon bestattet, 1795 endgültig auf dem Friedhof der Pfarrkirche Saint-Étienne-du-Mont beigesetzt.